# Atractogyne
Atractogyne es un género que incluye cuatro especies de plantas con flores perteneciente a la familia Rubiaceae. Comprende 6 especies descritas y de estas, solo 2 aceptadas.

## Taxonomía
El género fue descrito por Nicholas Edward Brown y publicado en Bull. Mens. Soc. Linn. Paris 2: 1261. 1896 La especie tipo es: Atractogyne gabonii Pierre.   

## Especies aceptadas
A continuación se brinda un listado de las especies del género Atractogyne aceptadas hasta mayo de 2015, ordenadas alfabéticamente. Para cada una se indica el nombre binomial seguido del autor, abreviado según las convenciones y usos.	
- Atractogyne bracteata
- Atractogyne melongenifolia